# Artur Volkmann
Artur Volkmann, auch Arthur Volkmann, (* 28. August 1851 in Leipzig; † 13. November 1941 in Geislingen an der Steige; vollständiger Name: Artur Joseph Wilhelm Volkmann) war ein deutscher Bildhauer und Maler.

## Leben

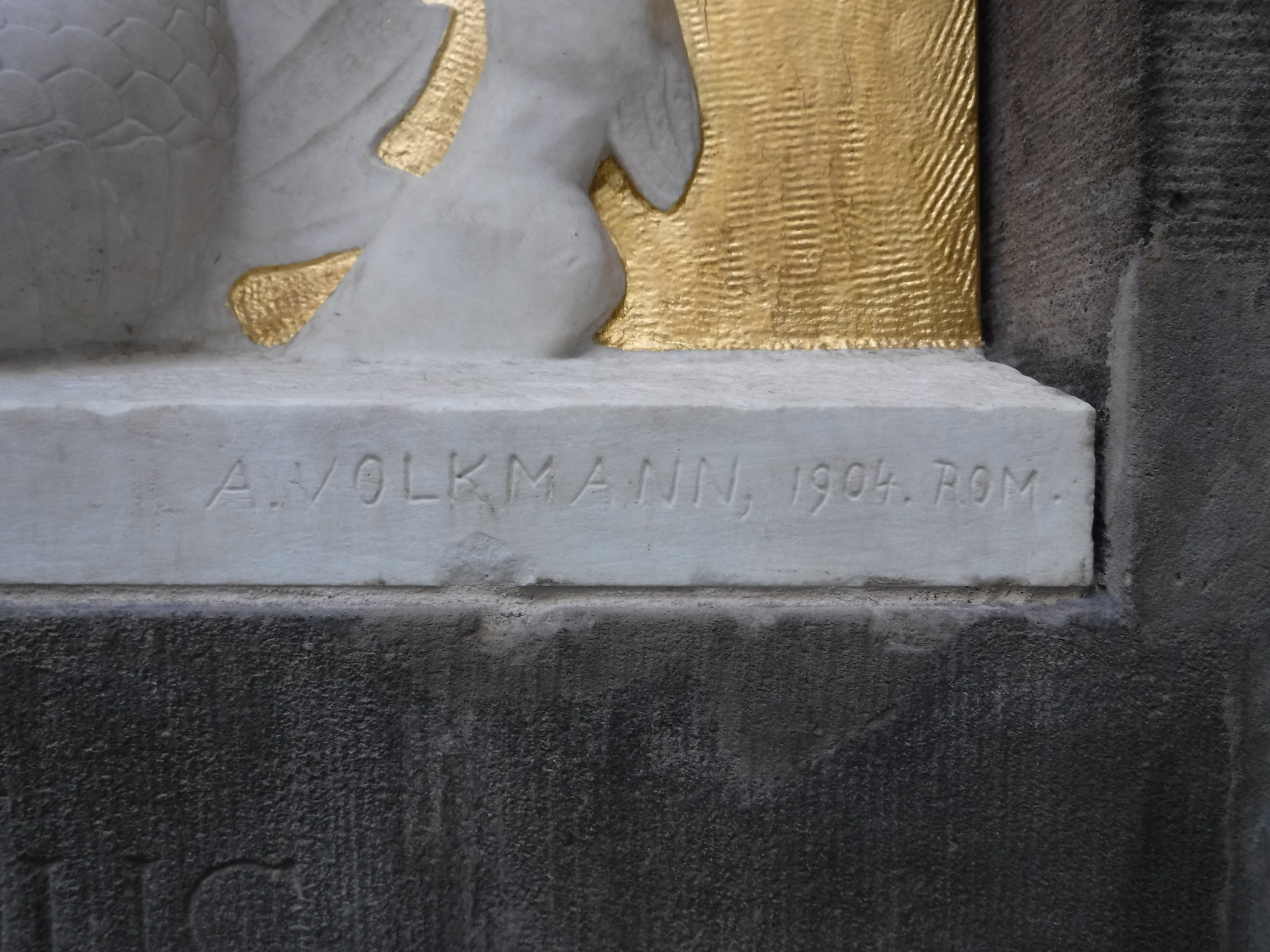
Volkmanns Signatur am Dresdner Georgsbrunnen

Volkmann war der Sohn des Rechtsanwalts Adalbert Volkmann und dessen Gattin Josephine von Wasielewski, eine Schwester des Violinisten und Musikhistorikers Wilhelm Joseph von Wasielewski. Über seinen Onkel, den Chirurgen Richard von Volkmann, war er ein Cousin des Illustrators und Landschaftsmalers Hans von Volkmann. 
Nach dem Besuch des Teichmannschen Instituts und des Thomasgymnasiums in Leipzig begann Artur Volkmann seine künstlerische Ausbildung an der Leipziger Kunstakademie und wechselte dann nach Dresden, wo er Hospitant an der Kunstakademie und Atelierschüler bei Ernst Hähnel war. Nach Ableistung des Militärdienstes als Einjährig-Freiwilliger ging er nach Berlin, um bis 1876 bei Albert Wolff weiter Bildhauerei zu studieren. Ein entscheidender Wendepunkt in seinem Leben und für seine Kunst war eine Reise nach Rom, zu der er im Herbst 1876 nach dem Gewinn eines akademischen Preises aufbrach. Hier wurde er bald mit Hans von Marées bekannt, der auf Volkmanns Werk einen großen Einfluss haben sollte. Volkmann blieb in Rom, das für mehr als 30 Jahre seine eigentliche Heimat wurde. Nur zwischen 1883 und 1885 kam er aus finanziellen Gründen nach Leipzig und Berlin zurück.

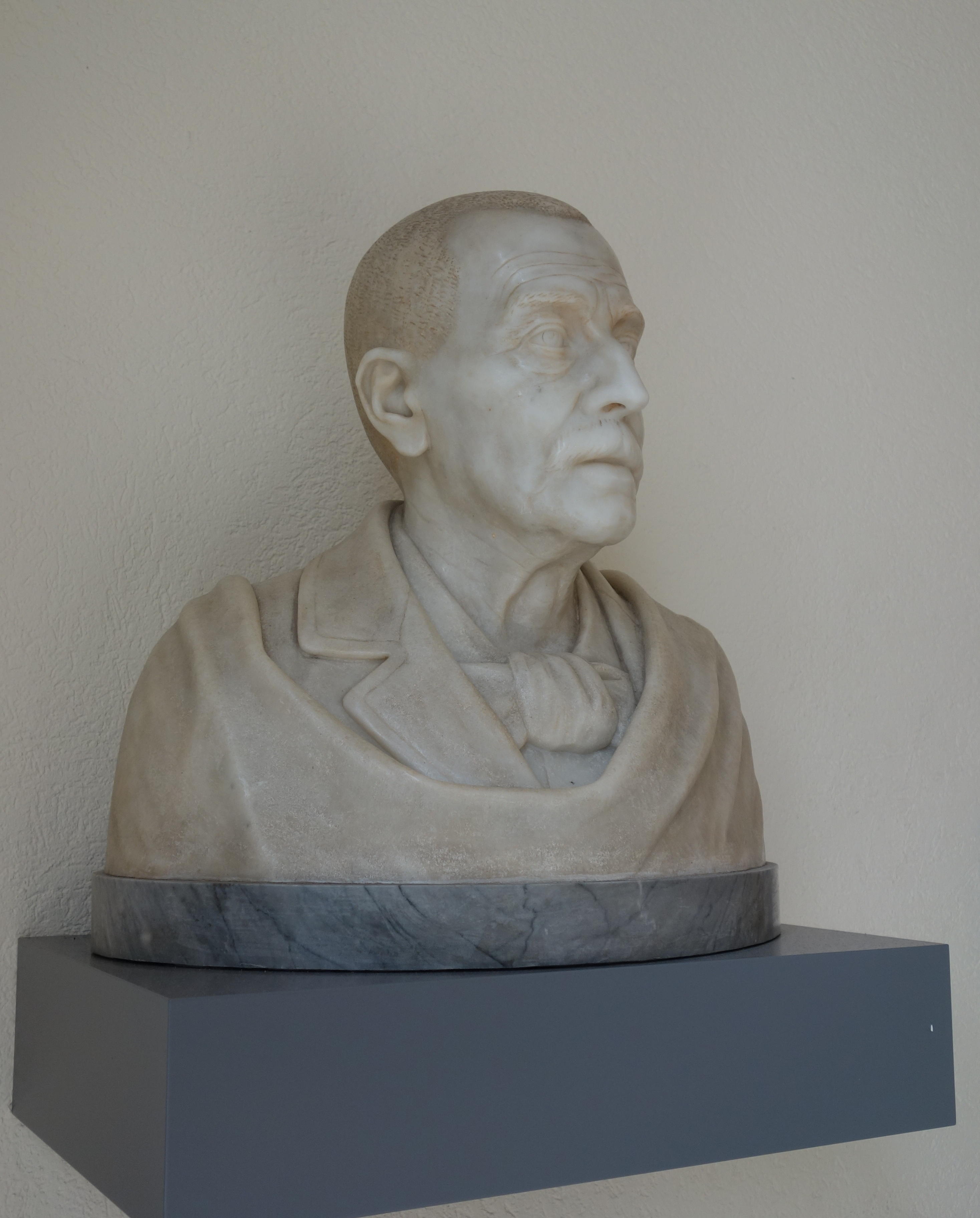
Büste Jacob Burckhardt (1899)

Schwerpunkt von Volkmanns Arbeit als Bildhauer bildete die Darstellung männlicher und weiblicher Aktfiguren. 1885, nach seiner Rückkehr aus Deutschland nach Rom, begann er mit der Arbeit an seiner ersten lebensgroßen männlichen Figur „Bacchus“ in Marmor, zu der ein Entwurf während seines zweijährigen Aufenthalt in Deutschland entstanden war. War der Entwurf zu diesem Werk noch unter direktem Einfluss Marées entstanden und mit dessen tätiger Anteilnahme, so überraschte Volkmann seinen Lehrer in dieser Zeit mit einer weiblichen Figur, die eine eigene künstlerische Handschrift aufwies. Diese Figur, von der er zunächst ein Wachsmodell herstellte, wurde später in Bronze ausgeführt, erst einige Jahre später in Lebensgröße in Marmor übertragen und „Psyche“ genannt. Es folgten eine Vielzahl von Rundplastiken, Reliefs und Büsten.
Nach der Jahrhundertwende wandte sich Volkmann vermehrt der Malerei zu, wobei ihn besonders das Problem der Darstellung der Figur in einem sichtbar gemachten Raum beschäftigte. Bildhauer blieb Volkmann auch in der Malerei, bei seinen gemalten Figuren und vor allem auch in den Porträts. Auch in der Malerei blieb sein bevorzugtes Thema der Mensch. Dazu kamen Darstellungen von Tieren wie Pferde, Rinder, Löwen und Schwäne, an denen ihn die starke Bewegtheit reizte, während seine Plastiken eine große Ruhe ausströmen.
1902 wurde Volkmann zum Professor ernannt. 1911 siedelte er nach Frankfurt am Main über, wo er ein Atelier im Städelschen Institut hatte. Eine Reihe von ihm erstellter Kunstblätter erschien bei Breitkopf & Härtel. Von 1920 an bis zu seinem Tode lebte Artur Volkmann in Geislingen an der Steige. In den Folgejahren erblindete er allmählich, sein Gehör nahm ständig ab, so dass er schließlich blind und fast völlig taub war. Dabei blieb er bis zuletzt geistig völlig klar. Bis zu seinem Tod im Jahr 1941 arbeitete er an seinen Memoiren.

## Werke

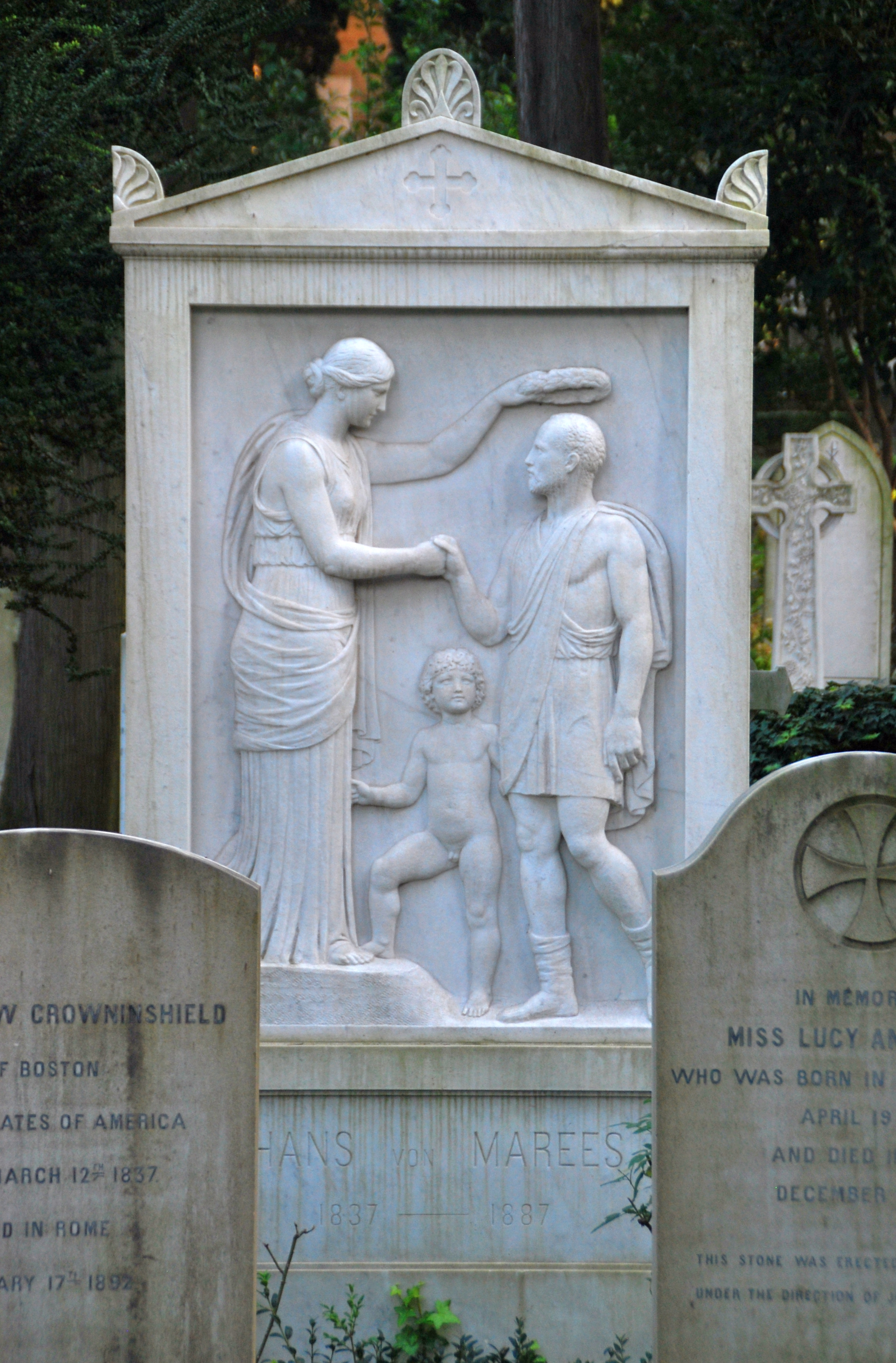
Grabmal für Hans von Marées in Rom

Seine Plastiken und Gemälde  befinden sich u. a. in Museen von Berlin, Dresden, Breslau, Frankfurt am Main, Leipzig und München. Volkmann schuf auch verschiedene Grabmäler, darunter das für Hans von Marées auf dem Protestantischen Friedhof in Rom und das Denkmal für Richard von Volkmann vor der Chirurgischen Universitätsklinik an der Magdeburger Straße in Halle. Die meisten Werke allerdings befinden sich in Privatbesitz, z. T. auch im Familienbesitz.
- Georgsbrunnen im Kleinen Schlosshof in Dresden
- Bildnis einer jungen Frau, 1870, weißer Marmor, polychrom gefasst
- Marmorbüste von Richard Volkmann-Leander, 1892
- Marmorrelief mit antikem Reiter, 1909, Wandelhalle im Rathaus Kassel
- Denkmal für Johann von Mikulicz vor der Chirurgischen Universitätsklinik Breslau, 1909
- Reiter, 1910/1911, im Garten des Städel-Museums in Frankfurt am Main

### Schriften
- Vom Sehen und Gestalten. Jena 1912.